# Amédée Méreaux
Pour les articles homonymes, voir Méreaux.
Amédée Méreaux, né Jean-Amédée Lefroid de Méreaux le 18 septembre 1802 à Paris et mort le 25 avril 1874 à Rouen, est un musicologue, pianiste et compositeur français.    

## Famille
Jean-Amédée Lefroid de Méreaux, né à Paris, le 18 septembre 1802,, appartient à une famille d’artistes : son grand-père, Nicolas-Jean Lefroid de Méreaux (1745-1797), était compositeur d'opéras et d'oratorios, tandis que son père, Jean-Nicolas Lefroid de Méreaux, était organiste et pianiste et compositeur de sonates pour piano.

## Biographie
Après avoir terminé sa scolarité au lycée Charlemagne, Amédée Méreaux reprit le contrepoint et la fugue avec Antoine Reicha, et il commence sa carrière d'artiste en publiant plusieurs œuvres chez l'éditeur Richault père.

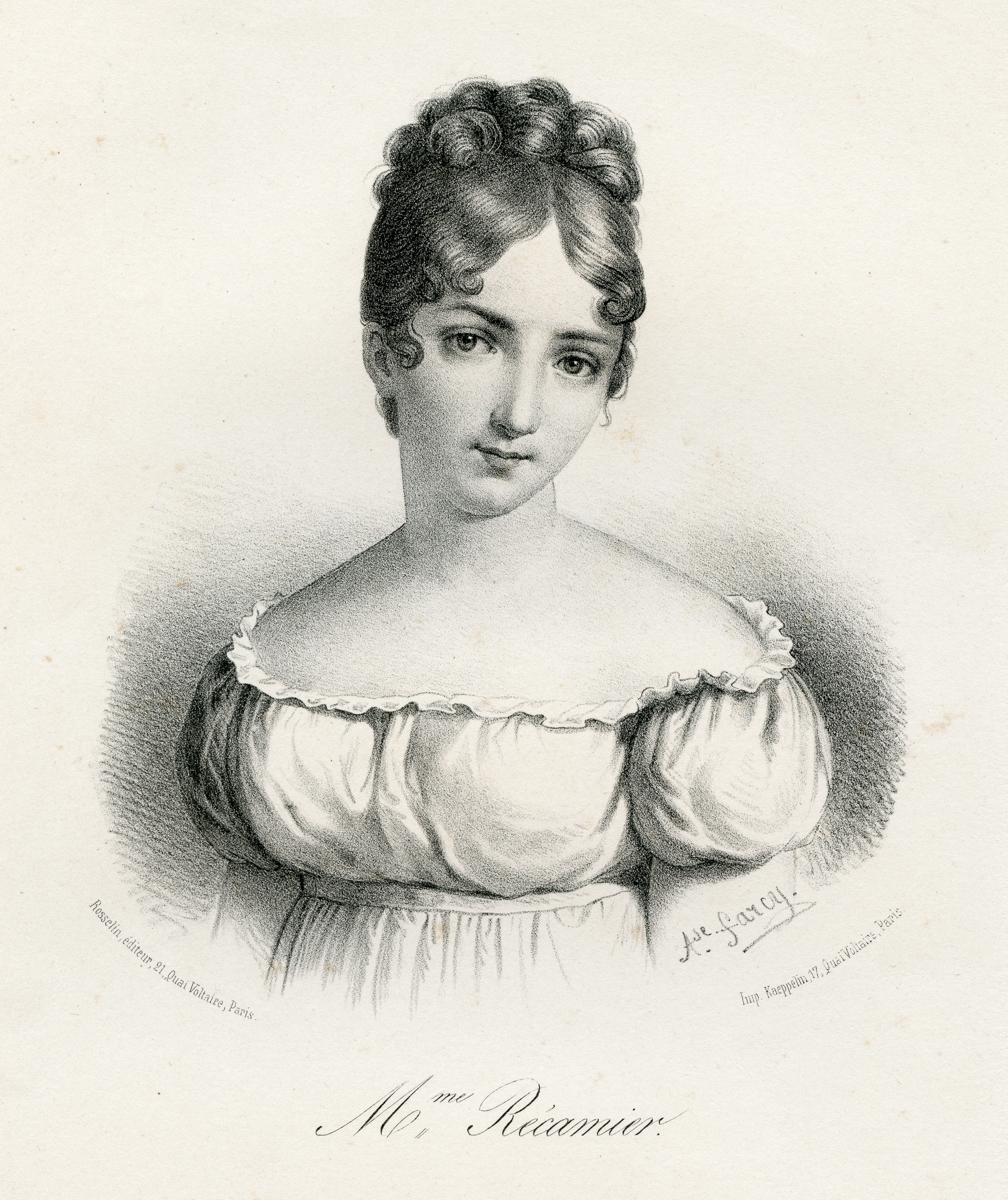
Madame Récamier.

Les premiers succès d'Amédée Méreaux permirent à son ami et camarade de lycée, l'archéologue Charles Lenormant, de lui faire obtenir le titre honorifique de professeur de musique d'Henri d'Artois (alors duc de Bordeaux), petit fils de Charles X. Il fut même le professeur de piano de Madame Récamier dans son appartement de l’Abbaye-au-Bois (son ami Lenormand a épousé la nièce et fille adoptive de cette femme de lettres) mais la révolution de 1830 mit fin à ces relations. Sa clientèle aristocratique se retira en province, et Amédée Méreaux en profita pour voyager en Belgique et en Angleterre. À Londres, Amédée Méreaux eut pour élève la pianiste et claveciniste Clara Loveday.
Le 18 mars 1833, il exécuta plusieurs fois en compagnie de Frédéric Chopin dans une variation à quatre mains de sa composition sur le thème du Pré aux Clercs de Ferdinand Hérold.
En 1835, il se fixe à Rouen. Admis à l'Académie des sciences, belles-lettres et arts de cette même ville en 1858, il fut nommé président de cette Société en 1865. Il collabora également au Journal de Rouen pour la partie musicale.
Il décède dans cette même ville le 25 avril 1874 et est inhumé au cimetière monumental de Rouen.

## Distinctions
- Chevalier de la Légion d'honneur (1868)

## Œuvre
Œuvres littéraires
- Les clavecinistes de 1637 à 1790, portrait et biographie des célèbres clavecinistes. lire en ligne sur Gallica.

Compositions musicales
- 60 Études, op.63